# 千葉市立海浜打瀬小学校
千葉市立海浜打瀬小学校（ちばしりつ かいひんうたせしょうがっこう）は、千葉県千葉市美浜区打瀬にある千葉市立小学校。

## 沿革
- 2001年4月1日 - 千葉市立打瀬小学校より分離開校。
- 2006年4月1日 - 千葉市立美浜打瀬小学校が分離開校。

## 通学区域
- 打瀬2丁目1～2番地、7～10番地
- 打瀬3丁目1～8番地、10番地、13番地5

## 進学先中学校
- 千葉市立打瀬中学校

## アクセス
- JR海浜幕張駅より徒歩約15分